# Ашагы-Оратаг
Ашагы-Оратаг (азерб. Aşağı Oratağ), некоторое время называлось Ортакенд (азерб. Ortakənd) — село в Агдеринском районе Азербайджана, является центром Ашагы-Оратагского сельского административно-территориального округа.

## География
Село Ашагы-Оратаг является центром Ашагы-Оратагского сельского административно-территориального округа Агдеринского района, при этом в состав этого сельского административно-территориального округа входят также и сёла Демирли и Гасапет.
Расположено в предгорной территории в 4 км к западу от райцентра — города Агдере.

## История
В советский период село входило в состав Мардакертского района Нагорно-Карабахской автономной области  Азербайджанской ССР и было центром одноимённого сельсовета. Сама Нагорно-Карабахская автономная область (НКАО) была образована 7 июля 1923 года и до 1936 года называлась Автономная область Нагорного Карабаха (АОНК).
2 сентября 1991 года на совместной сессии Нагорно-Карабахского областного и Шаумяновского районного Советов народных депутатов была принята Декларация о провозглашении Нагорно-Карабахской Республики в границах НКАО и сопредельного Шаумяновского района Азербайджанской ССР. В ответ, 26 ноября 1991 года Верховный Совет Азербайджана принял закон «Об упразднении Нагорно-Карабахской автономной области Азербайджанской Республики». Помимо упразднения НКАО закон предусматривал и переименование Мардакертского района в Агдеринский.
Решением Милли Меджлиса от 13 октября 1992 года Агдеринский район был ликвидирован, а село было передано в состав соседнего Тертерского района.
В июне 1993 года, в ходе Первой Карабахской войны, село перешло под контроль непризнанной НКР. Согласно административно-территориальному делению непризнанной республики, село располагалось в Мартакертском районе НКР и называлось Неркин Оратаг. Во время четырёхдневной войны 2016 года и после её окончания село подвергалось артиллерийскому обстрелу со стороны азербайджанских войск.
Согласно трёхстороннему заявлению в ночь с 9 по 10 ноября 2020 года, подписанному по итогам Второй Карабахской войны, село перешло под контроль российских миротворческих сил.
По итогам боевых действий в сентябре 2023 года Ашагы-Оратаг вернулся под контроль Азербайджана.
27 декабря 2023 года Агдеринский район был восстановлен в прежних границах и Ашагы-Оратагский сельский административно-территориальный округ вместе с входящим в него селом Ашагы-Оратаг вошёл в состав этого района. В настоящее время село Ашагы-Оратаг является центром Ашагы-Оратагского сельского административно-территориального округа Агдеринского района Азербайджана.

## Население
На 1982 год здесь проживало 1313 человек.

## Экономика
В советский период население занималось виноградарством, животноводством, зерноводством и табаководством. В селе действовали средняя школа, клуб, библиотека, киноустановка, медпункт.